# اندیس مرمریت ۴۳۱۳
مرمریت ۴۳۱۳ یک اندیس مصالح ساختمانی است که در حوالی شهر شورجستان استان فارس قرار دارد و مادهٔ معدنی موجود در آن، مرمریت است.سنگ میزبان این اندیس سنگ آهک است  